# Castelo de Pioz
O Castelo de Pioz (em castelhano: Castillo de Pioz) é um castelo localizado em Pioz, Espanha. Foi declarado Bem de Interesse Cultural em 1990.